# Григорий (Дурич)
Митрополит Григо́рий (серб. Митрополит Григорије, в миру Мла́ден Ду́рич, серб. Младен Дурић; 17 декабря 1967, Вареш) — архиерей Сербской православной церкви, митрополит Дюссельдорфский и всей Германии.

## Биография
Родился 17 декабря 1967 года в Вареше, в центральной Боснии, в православной сербской семье Здравко и Савки (урождённой Йович). Детство провёл в селе Планиница, где жила его семья, происходившая из Герцеговинского села Баняны, расположенного близ Билечского озера. Начальную школу окончил в Вареше в 1981 году, а в 1984 году — Варешское училище электриков.
В 1984—1988 годах учился в духовной семинарии, после чего поступил на Богословский факультет Белградского университета. В 1989 году был призван на воинскую службу в Загреб.
23 июня 1992 года был пострижен в монашество в Острожском монастыре, откуда перешёл с епископом Афанасием (Евтичем) в обновлённый Монастыря Тврдош в Требинье.
17 июля 1992 года был рукоположён в сан иеродиакон, а 19 августа того же года — во иеромонаха.
Ещё с начала 1990-х годов, будучи монахом на первых собраниях обновленной Церкви в Герцеговине, он много потрудился для распространения Благой Вести, выступая особенно перед молодежными аудиториями, а также в школах, библиотеках, епархиальном доме и в других местах.
В 1994 году окончил Богословский факультет, и в 1995—1997 годах пребывал в аспирантуре Афинского университета.
12 мая 1996 года возведён в достоинство игумена, а 19 августа 1997 года — архимандрита.
В мае 1999 году решением Архиерейского Синода Сербской православной церкви избран викарием Захумско-Герцеговинской епархии с титулом «Хумский». 5 июля 1999 года в храме преображения Господня состоялась архиерейская хиротония архимандрита Григория, которую совершили Патриарх Сербский Павел, митрополит Дабробосанский Николай (Мрджа), митрополит Чернрогорско-Приморский Амфилохий (Радович), епископ Захолмско-Герцеговинский Афанасий (Евтич), епископ Рашско-Призренский Артемий (Радосавлевич), епископ Бихачско-Петровацкий Хризостом (Евич), епископ Осечко-Польский и Бараньский Лукиан (Владулов), епископ Браничевскимй Игнатий (Мидич), епископ Милешевский Филарет (Мичевич), епископ Далматинский Фотий (Сладоевич) и епископ Будимлянский Иоанникий (Мичович).
На внеочередной сессии Архиерейского Собора, прошедшей с 13 по 18 сентября того же года, после ухода на покой епископа Афанасия (Евтича), избран епископом Захумско-Герцеговинским и Приморским. По благословению Патриарха Сербского Павла настолован на Герцеговинский архиерейский престол митрополитом Черногорским и Приморским Амфилохием (Радовичем) 3 октября 1999 года.
Деятельно участвует в общественных форумах и культурных движениях Республики Сербской и Сербии, а его беседы и проповеди публикуются в различных новостных и периодических изданиях и книгах.
За время его пребывания на кафедре обновлено более десяти храмов и монастырей, многие из которых были разрушены в войне 1990-х годов, среди них — монастыри Житомыслича и Завале. В городах были воздвигнуты новые церкви. В епархиальных и приходских домах проводились различные встречи и конференции, научные и миротворческие собрания и форумы, соборно справляются праздники и славы.
В январе 2012 года награждён орденом Республики Сербской.
В мае 2013 года Архиерейским Собором утверждён помощником престарелого митрополита Дабро-Босанского Николая (Мрджи).
28 октября 2015 года решением Архиерейского Синода Сербской православной церкви назначен администратором Дабро-Босанской епархии со всеми правами и обязанностями епархиального архиерея. Управлял епархией до наз-назначения на неё 24 мая 2017 года епископа Хризостома (Евича).
10 мая 2018 года решением Архиерейского Собора Сербской православной церкви назначен епископом Франкфуртским и всей Германии. В ноябре 2018 года, в связи с переименованием епархии, его титул был изменен на «епископ Дюссельдорфский и всей Германии».
28 мая 2024 года возведён в сан митрополита.